# Lovech
Lovech ou Loveč (búlgaro: Ловеч) é uma cidade da Bulgária localizada no distrito de Lovech.

## Gallery

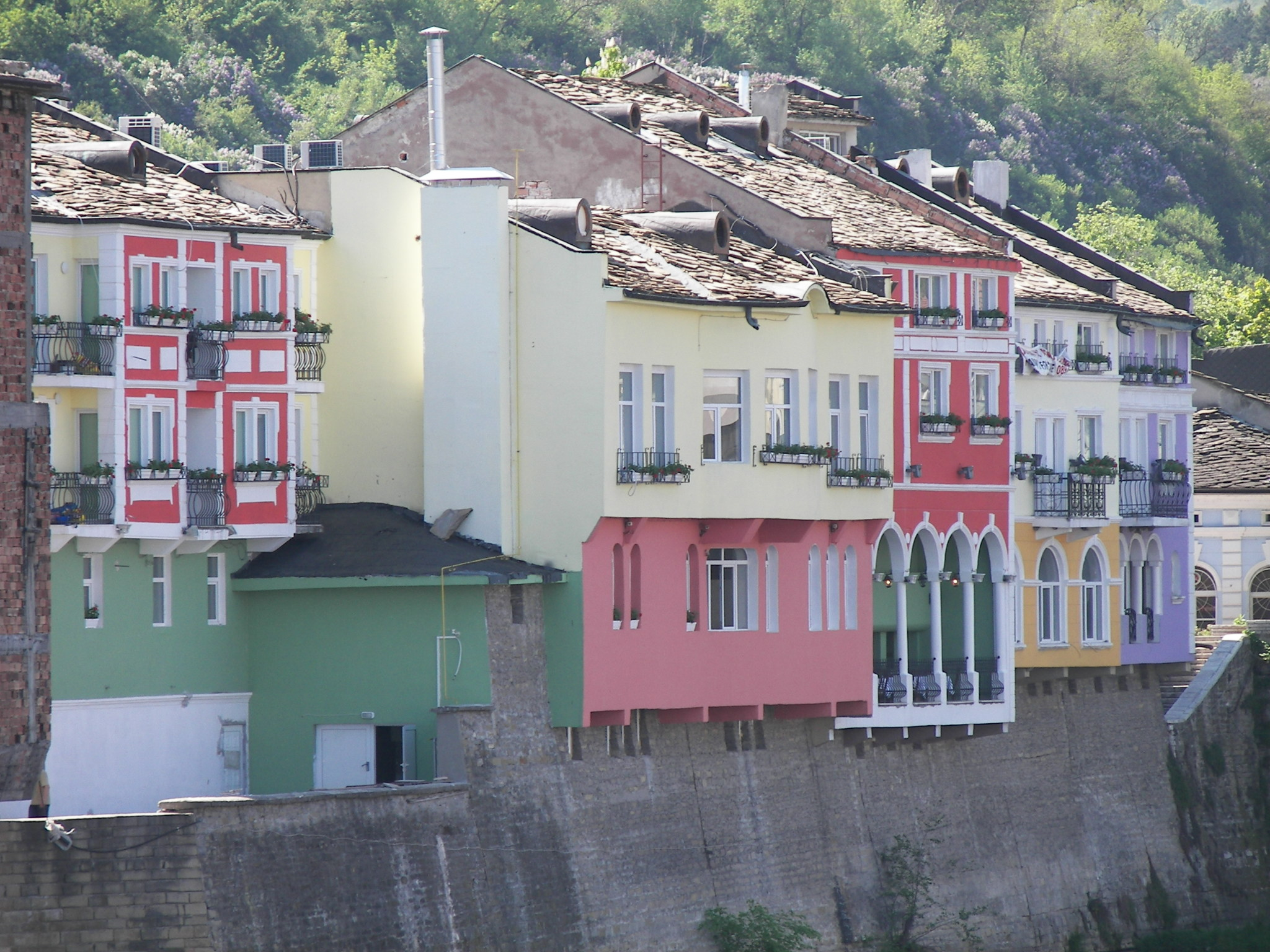
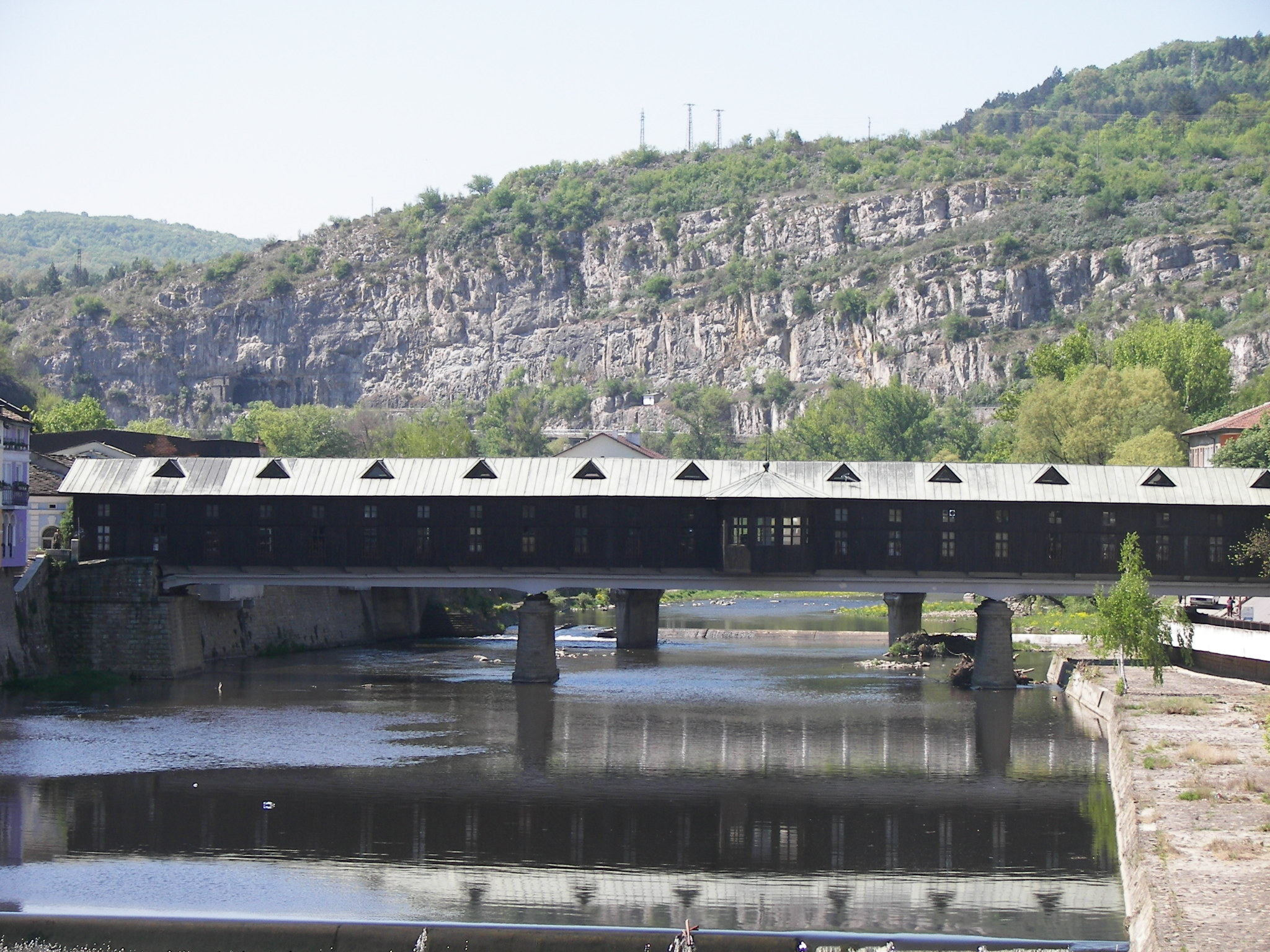
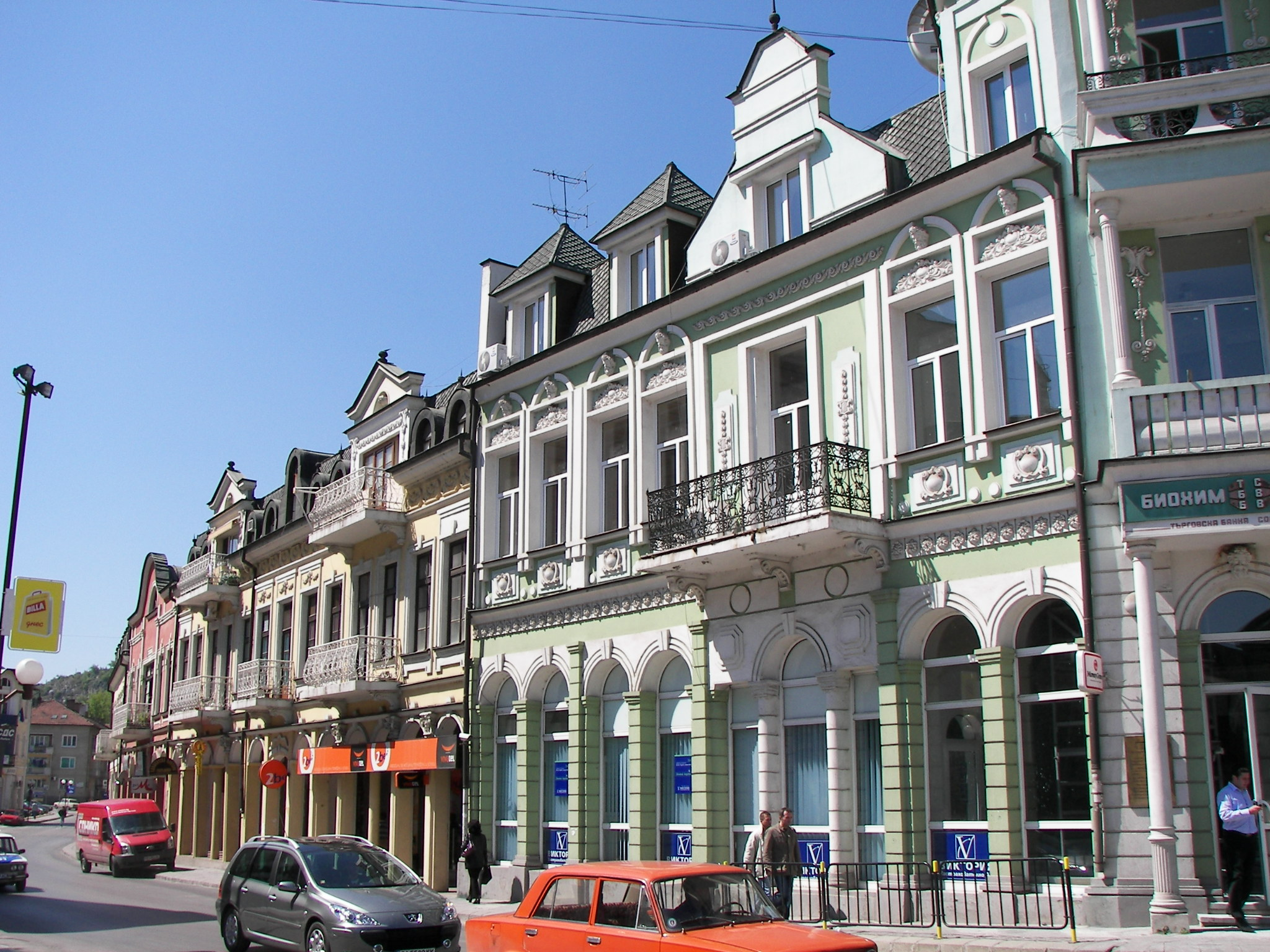
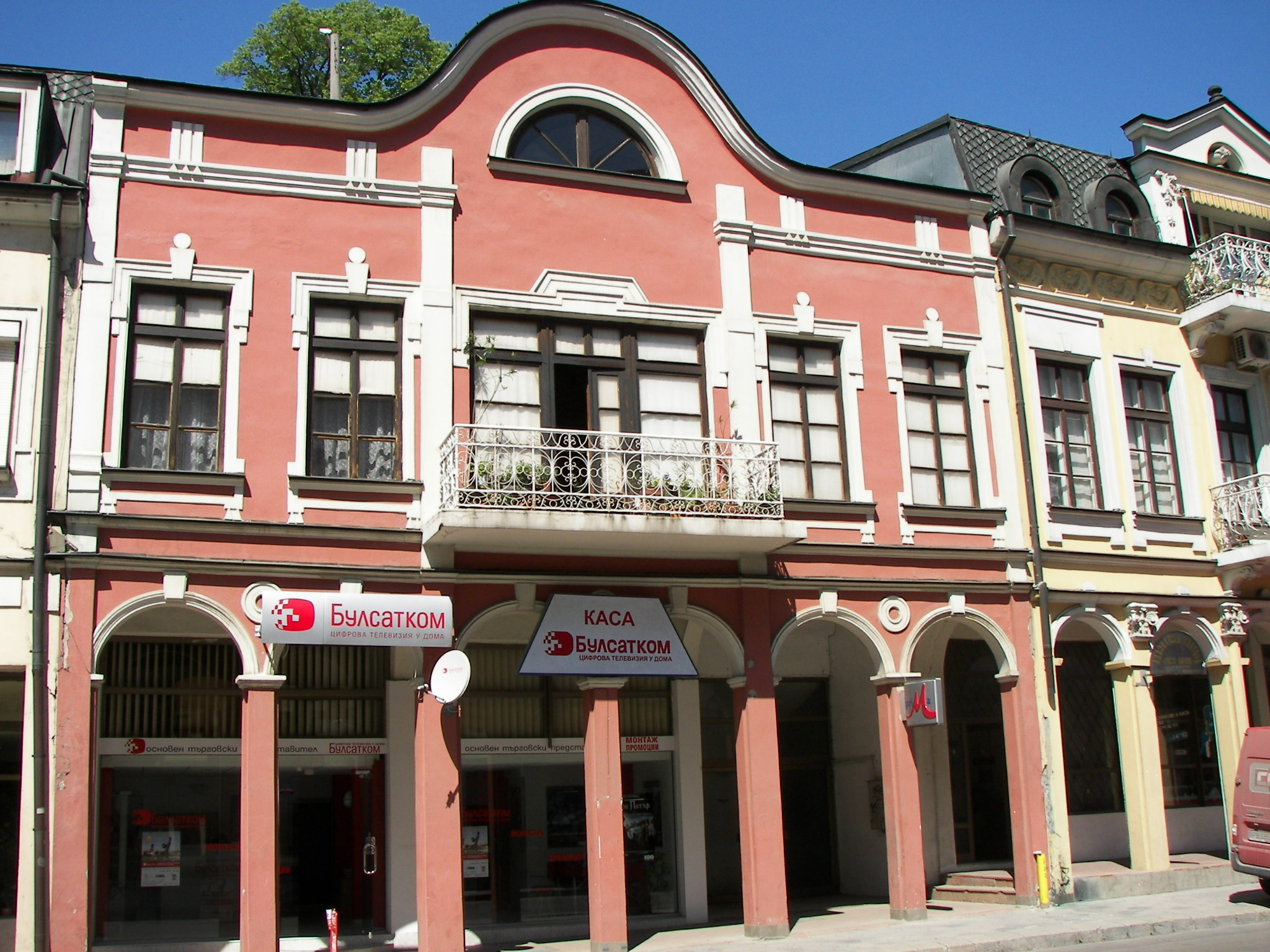
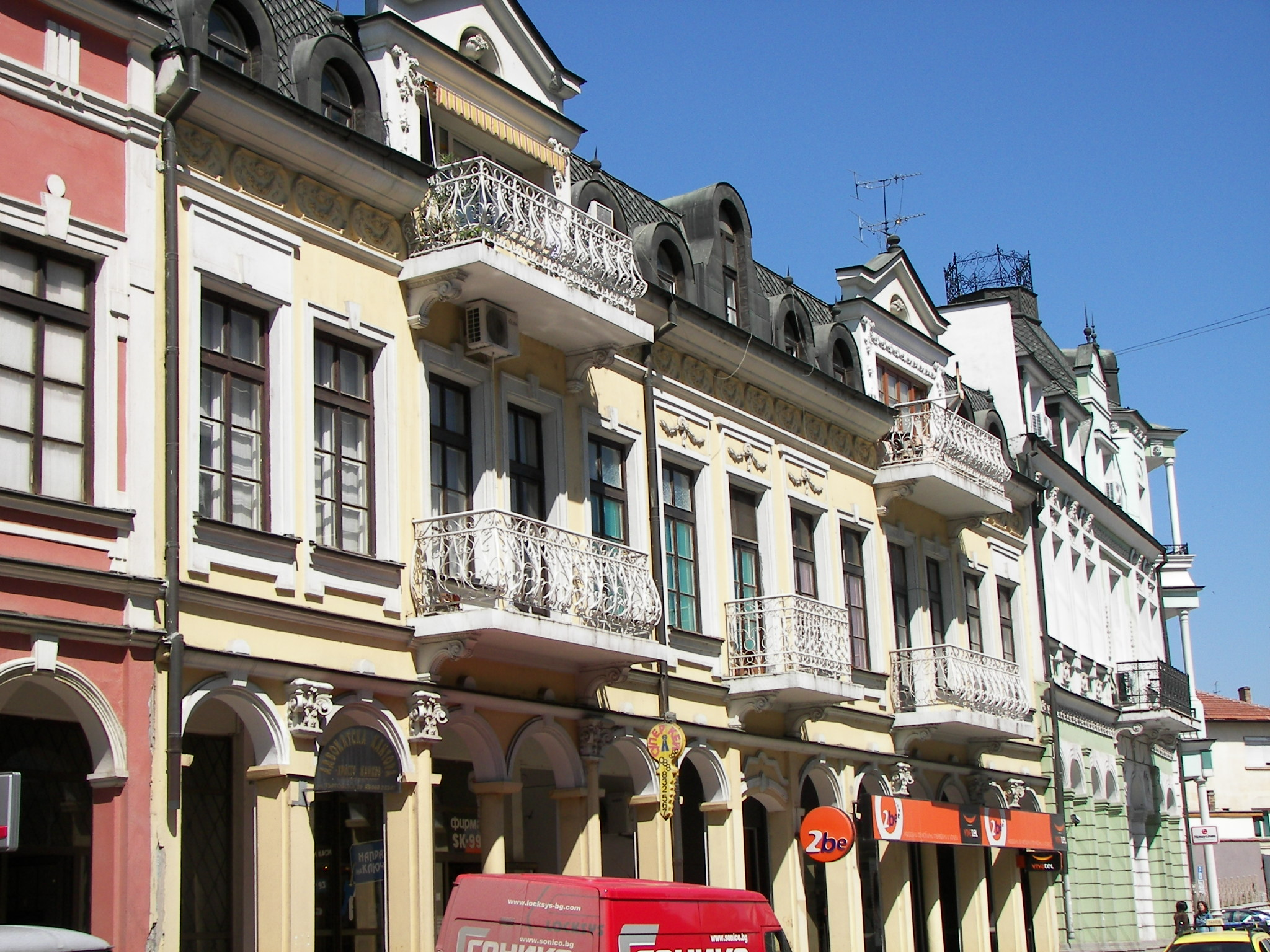

## População
| Lovech | Lovech | Lovech | Lovech | Lovech | Lovech | Lovech | Lovech | Lovech | Lovech | Lovech | Lovech | Lovech | Lovech | Lovech | Lovech | Lovech | Lovech | Lovech | Lovech |
| --- | ------ | ------ | ------ | ------ | ------ | ------ | ------ | ------ | ------ | ------ | ------ | ------ | ------ | ------ | ------ | ------ | ------ | ------ | ------ |
| Ano | 1887   | 1910   | 1934   | 1946   | 1956   | 1965   | 1975   | 1985   | 1992   | 2001   | 2002   | 2003   | 2004   | 2005   | 2006   | 2007   | 2008   | 2009   | 2010   |
| População |        |        |        | 11,822 | 17,901 | 30,879 | 43,973 | 48,862 | 48,242 | 44,146 | 43,909 | 43,208 | 42,050 | 41,476 | 40,824 | 40,444 | 39,734 | 39,316 | 38,579 |
| Fontes: Instituto Nacional de Estatísticas, „citypopulation.de“, „pop-stat.mashke.org“, Bulgarian Academy of Sciences |        |        |        |        |        |        |        |        |        |        |        |        |        |        |        |        |        |        |        |